# Abrus bottae
Abrus bottae är en ärtväxtart som beskrevs av Albert Deflers. Abrus bottae ingår i Paternosterbönssläktet, och familjen ärtväxter. Inga underarter finns listade i Catalogue of Life.